# Étréchy (Essonne)
Etréchy – miejscowość i gmina we Francji, w regionie Île-de-France, w departamencie Essonne.
Według danych na rok 1990 gminę zamieszkiwało 5950 osób, a gęstość zaludnienia wynosiła 423 osób/km² (wśród 1287 gmin regionu Île-de-France Etréchy plasuje się na 302. miejscu pod względem liczby ludności, natomiast pod względem powierzchni na miejscu 190.).